# Catedral de la Santísima Trinidad (Waterford)
La Catedral de la Santísima Trinidad o simplemente Catedral de Ballaghaderreen (en inglés: Cathedral of the Most Holy Trinity) es la iglesia catedral de la diócesis de Waterford y Lismore ubicada en la calle Barronstrand de la ciudad de Waterford, Irlanda.
La catedral fue diseñada por un arquitecto local John Roberts en 1793 y tiene la distinción de ser la catedral más antigua de la Iglesia católica en Irlanda. Una capilla había estado previamente en el mismo terreno, después de haber sido construida allí en la época de las leyes penales protestantes sobre la base de la petición de la comunidad católica de Waterford.
En la primera parte del siglo XX, las barandillas separaban la iglesia de la calle. Posteriormente, se eliminaron. La catedral fue reformada en 1977 y un nuevo altar fue instalado de manera que la misa puede ser celebrada de cara a las personas. 

## Véase también

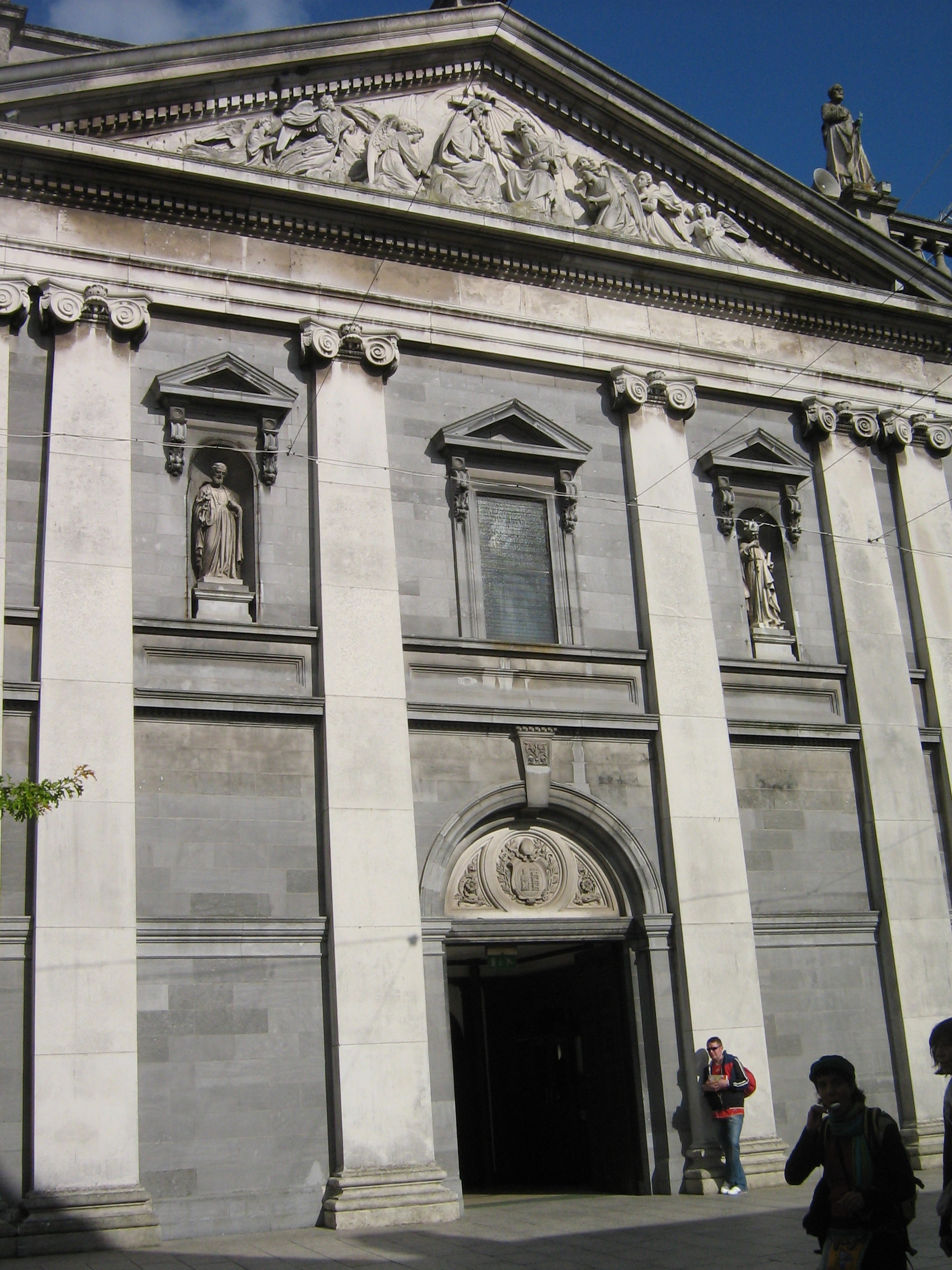
Fachada